# 1573 az irodalomban
Az 1573. év az irodalomban.

## Új művek

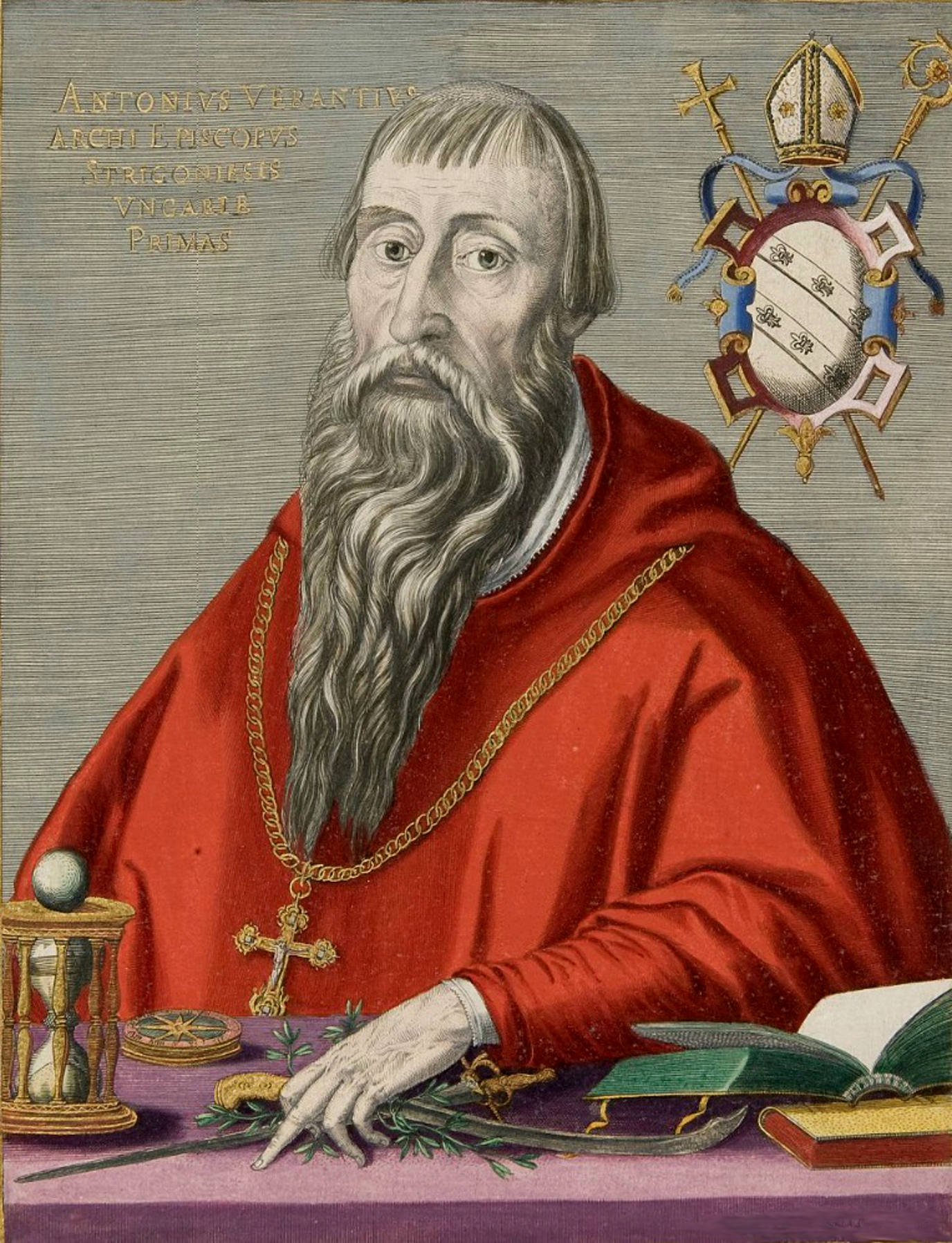
Verancsics Antal

- Torquato Tasso pásztorjátéka: Aminta (bemutató; első kiadása: 1580).

## Születések
- február 4. – Káldi György jezsuita szerzetes, bibliafordító († 1634)

## Halálozások
- június 15. – Verancsics Antal (Antun Vrančić) római katolikus főpap, diplomata, történetíró, irodalmi tevékenysége is jelentős (* 1504)
- július  – Étienne Jodelle francia költő, drámaíró, a Pléiade-csoport tagja  (* 1532)